# Olga Frolkina
Olga Eduardovna Frolkina (russo:  Ольга Эдуардовна Фролкина; IPA: [ˈolʲɡə ˈfroɫkʲɪnə]; Penza, 28 de julho de 1997) é uma jogadora russa de basquete profissional que atualmente joga pelo Dynamo Kursk da Premier League Russa.
Ela conquistou a medalha de prata nos Jogos Olímpicos de Verão de 2020 na disputa 3x3 feminino com a equipe do Comitê Olímpico Russo, ao lado de Evgeniia Frolkina, Yulia Kozik e Anastasia Logunova.